# Marc Le Roux
Pour les articles homonymes, voir Le Roux.
Marc Le Roux est un écrivain, biologiste et archéologue français, né à Agneaux (Saint-Lô) le 19 septembre 1854 et mort à Annecy le 25 juin 1933.
Docteur ès Sciences, il a consacré sa vie professionnelle à l'étude biologique des grands lacs de montagne. Il fut conservateur du Musée d'Annecy et membre de l'Académie florimontane. Il réalisa aussi des travaux archéologiques. Il a publié de nombreux articles dans des revues.

## Hommages
- Une rue et une impasse portent son nom à Annecy ; un monument lui rend hommage dans les Jardins de l'Europe d'Annecy[3].